# Аркатаг
Арката́г (от уйг. ‎ арка «зад» и таг «гора», задний хребет), или Пржевальского хребет — горный хребет в центральной части Куньлуня на территории Китая, разделяет Тибетский и Синьцзян-Уйгурский автономный район. Длина около 650 км, наивысшая точка — гора Улугмузтаг. Сложен преимущественно гранитами, гнейсами, песчаниками. Преобладают плавные очертания склонов и вершин. Распространены каменные осыпи. Галечно-щебнистая пустыня. Распространен альпинизм.
На северном склоне хребта имеются месторождения золота.
Хребет открыт в 1884 году русским путешественником Н. М. Пржевальским и назван им «Загадочный». В 1886 году Русское географическое общество переименовало хребет в память о заслугах ученого.